# Manfred Brückner
Manfred Brückner (* 20. April 1929; † 27. Januar 2018 in Köln) war ein deutscher Hörspielregisseur.

## Leben
Brückner war über 30 Jahre für den Westdeutschen Rundfunk (WDR) tätig, wo er 1961 als Regieassistent für den Durbridge-Krimi Das Halstuch zu arbeiten begann. 1962 folgte seine erste Arbeit als Hörspielregisseur. Seine letzte Regiearbeit stammt aus dem Jahr 1994.

## Werke
- Paul Ruffy: Das Verhör. Prod.: WDR 1962. Erstsendedatum: 27. Januar 1962.
- Thomas Brückner: Robert Blum – ein Museumsstück. Prod.: WDR 1994. ESD: 5. November 1994.

## Auszeichnungen
- 1986: Terre des Hommes-Kinderhörspielpreis für Sonntagskind von Gudrun Mebs (WDR).